# ميكانيكا (أرسطو)
ميكانيكا (أو مسائل ميكانيكية؛ (باليونانية: Μηχανικά)‏؛ (باللاتينية: Mechanica)‏) هو نص يُنسب عادة لأرسطو، برغم الخلاف حول مؤلفه. اقترح توماس وينتر (Thomas Winter) أن مؤلفه هو أرخيتاس. ويرى كوكسهيد (Coxhead) أنه بالكاد نستنتج أن مؤلفه من المشائيين. وربما ظهرت ترجمة له بعنوان «نتف من الحيل» في الجزء الخامس من كتاب «ميزان الحكمة» لعبد الرحمن الخازني
نشر فرانشيسكو موروليكو نسخة من هذا العمل خلال عصر النهضة.

## أنظر أيضا
- مفارقة عجلة أرسطو

## روابط خارجية
- Greek Wikisource has original text related to this article: Μηχανικά
- Pseudo-Aristotle, Mechanica - Greek text and English translation
- Opuscula public domain audiobook at LibriVox